# I'll Fly Away
Pour la série télévisée, voir Les Ailes du destin.
I'll Fly Away est un hymne religieux protestant écrit et composé par Albert E. Brumley (en) et publié en 1932. Il a été repris par de très nombreux artistes et constitue l'une des chansons les plus interprétées dans les genres du gospel et du bluegrass. C'est également un classique des second line lors des obsèques à la Nouvelle Orléans.
En français, cet hymne a été traduit et porte le titre Je m'envolerai. Sa traduction est attribuée à Chantal Bilodeau-Legendre.
En français, les paroles de cet hymne sont :
Quand sur Terre s'achèvera ma vie
Je m'envolerai
Vers la pure et céleste patrie
Je m'envolerai

REFRAIN :
Je m'envolerai vers Jésus, je m'envolerai
Je sais qu'un jour, à la fin de mon parcours
Je m'envolerai
Laissant derrière toutes mes douleurs
Je m'envolerai
Oubliant mes souffrances et mes peurs
Je m'envolerai
Comme l'oiseau prenant son essor
Je m'envolerai
Et mon âme se riant de la mort
Je m'envolerai
Quelle gloire, je sais qu'un jour
À la fin de mon parcours
Vers Jésus, alleluia, pour toujours
Je m'envolerai

## Quelques versions
- Selah Jubilee Singers (en) en single (1941)
- The Chuck Wagon Gang (en) en single (1948)
- Kossoy Sisters (en) sur l'album Bowling Green (1956)
- George Jones sur l'album Old Brush Arbors (1965)
- The Dillards sur l'album Wheatstraw Suite (1968)
- Alison Krauss et Gillian Welch sur la bande originale du film O'Brother (2000)
- Johnny Cash sur l'album My Mother's Hymn Book (2003)
- Kanye West sur l'album The College Dropout (2004)
- Jars of Clay sur l'album Redemption Songs (2005)

En français : 
- Sébastien Demrey sur l'album Héritage, volume 1 (2011)

## Distinctions
La version enregistrée par le Chuck Wagon Gang en 1948 a été inscrite au registre national des enregistrements (National Recording Registry) de la bibliothèque du Congrès à Washington en 2016. Puis elle a reçu en 2020 le Grammy Hall of Fame Award .